# Simplício Mendes (kommun)
Simplício Mendes är en kommun i Brasilien.   Den ligger i delstaten Piauí, i den östra delen av landet, 1 100 km nordost om huvudstaden Brasília. Antalet invånare är 12 078.
Följande samhällen finns i Simplício Mendes:
- Simplício Mendes

Omgivningarna runt Simplício Mendes är huvudsakligen savann. Runt Simplício Mendes är det glesbefolkat, med 8 invånare per kvadratkilometer.